# Podgorowka (Kaliningrad)
Podgorowka (russisch Подгоровка, deutsch Groß Baitschen, auch: Klein Baitschen sowie Schröterlauken, 1938 bis 1945 Schrötersheim) ist ein Ort in der russischen Oblast Kaliningrad. Er gehört zur kommunalen Selbstverwaltungseinheit Stadtkreis Gussew im Rajon Gussew.

## Geographische Lage
Podgorowka liegt aa der Einmündung der Schwentischke (1938 bis 1945: Heidewasser, russisch: Russkaja) in die Pissa (1938 bis 1945: Roßbach), acht Kilometer südöstlich der Stadt Gussew (Gumbinnen). Durch den Ort verläuft die Kommunalstraße 27K-055, einer Nebenstrecke von Gussew nach Lomowo (Puspern). Im Ort zweigt die Kommunalstraße 27K-274 nach Kalininskoje (Augstupönen/Hochfließ) ab. Durch den Ort führt die Bahnstrecke Kaliningrad–Tschernyschewskoje, einem Teilstück der früheren Preußischen Ostbahn – heute hier ohne den einstigen Haltepunkt Groß Baitschen (1163 km) – zur Weiterfahrt nach Moskau.

## Geschichte

### Groß Baitschen
Nach der ostpreußischen Großen Pest siedelten sich wenige Jahrzehnte später Exulanten aus Salzburg sowie Schweizer hier an.
Das kleine und ehedem Beutfeld genannte Dorf mit einem Gut war zwischen 1874 und 1945 Teil des Amtsbezirks Szirgupönen. Dieser gehörte – umbenannt 1936 in „Amtsbezirk Schirgupönen“, 1939 in „Amtsbezirk Amtshagen“ – zum Kreis Gumbinnen im Regierungsbezirk Gumbinnen der preußischen Provinz Ostpreußen.
Im Jahre 1910 waren in Groß Baitschen 290 Einwohner gemeldet. Ihre Zahl stieg bis 1933 auf 325 und betrug 1939 noch 306. Hier bestand eine einklassige Volksschule, deren Gebäude vor 1914 errichtet worden war. Als letzter deutscher Lehrer war hier Fritz Merlins tätig.
1945 erfuhr Groß Baitschen in Kriegsfolge ebenso wie alle Dörfer des nördlichen Ostpreußens die Zuordnung zur Sowjetunion.

### Klein Baitschen / Ljubimowka
Auch in Klein Baitschen siedelten sich nach der Großen Pest in Ostpreußen zahlreiche Salzburger an.
Zu Beginn des Ersten Weltkrieges besetzten russische Truppen im August 1914 das Dorf. Bei ihren Rückzug nach der verlorenen Schlacht an den Masurischen Seen im September 1914 ließen sie Klein Baitschen vollkommen zerstört zurück.
Das in seiner Anfangszeit noch mit Groß Baitschen gemeinsam Beutfeld genannte kleinere Dorf wurde 1874 in den neu errichteten Amtsbezirk Szirgupönen eingegliedert, der – 1936 in „Amtsbezirk Schirgupönen“ und 1939 in „Amtsbezirk Amtshagen“ umbenannt – bis 1945 bestand und zum Kreis Gumbinnen im Regierungsbezirk Gumbinnen der preußischen Provinz Ostpreußen gehörte.
Die Einwohnerzahl Klein Baitschens betrug im Jahre 1910 199, 1933 noch 181 und 1939 nur noch 165. 1926 war hier eine einklassige Volksschule erbaut worden.
Wie auch Groß Baitschen kam Klein Baitschen 1945 zur Sowjetunion. 1947 erhielt Klein Baitschen den russischen Namen Ljubimowka und wurde gleichzeitig dem Dorfsowjet Brjanski selski Sowet im Rajon Gussew zugeordnet.

### Schröterlauken (Schrötersheim) / Oneschskoje
Der in der heutigen Siedlung am nördlichsten gelegene Ortsteil wurde als Schroeterlauken bereits im Jahre 1654 erstmals erwähnt und bestand vor 1945 im Wesentlichen aus einem Gut. 1874 wurde der Ort dem neu errichteten Amtsbezirk Puspern (heute russisch: Lomowo) zugeteilt und gehörte somit zum Kreis Gumbinnen im Regierungsbezirk Gumbinnen der preußischen Provinz Ostpreußen. Noch im 20. Jahrhundert wurde der Ort in die  Gemeinde Tublauken (1938 bis 1945: Schweizersfelde, heute russisch: Lomowo) eingegliedert, wo auch die zugehörige Schule stand und als deren Wohnplatz er am 3. Juni 1938 aus politisch-ideologischen Gründen in „Schrötersheim“ umbenannt wurde.
1945 kam das Dorf mit seiner Muttergemeinde zur Sowjetunion. 1950 erhielt es den russischen Namen Oneschskoje und wurde gleichzeitig dem Dorfsowjet Brjanski selski Sowet im Rajon Gussew zugeordnet.

### Podgorowka
Im Jahr 1947 erhielt der Ort Groß Baitschen die russische Bezeichnung Podgorowka und wurde gleichzeitig dem Dorfsowjet Brjanski selski Sowet im Rajon Gussew zugeordnet. Vor 1968 wurde Podgorowka selber der Verwaltungssitz dieses Dorfsowjets. Vor 1975 wurden die Orte Ljubimowka und Oneschskoje an Podgorowka angeschlossen. Vor 1988 gab Podgorowka den Sitz des Dorfsowjets an Perwomaiskoje ab. Von 2008 bis 2013 gehörte Podgorowka zur Landgemeinde Kalininskoje selskoje posselenije und seither zum Stadtkreis Gussew.

## Kirche
Die drei Dörfer Groß und Klein Baitschen sowie Schröterlauken resp. Schrötersheim waren aufgrund ihrer fast ausnahmslos evangelischen Bevölkerung in das Kirchspiel der Kirche Szirgupönen (der Ort hieß zwischen 1936 und 1938: Schirgupönen, 1938 bis 1946: Amtshagen, ist heute nicht mehr existent) eingepfarrt und waren damit Teil des Kirchenkreises Gumbinnen in der Kirchenprovinz Ostpreußen der Kirche der Altpreußischen Union. Aufgrund von Flucht und Vertreibung der einheimischen Bevölkerung kam das kirchliche Leben zum Erliegen. Heute liegt Podgorowka im Einzugsgebiet der in den 1990er Jahren neu entstandenen evangelisch-lutherischen Gemeinde der Salzburger Kirche in Gussew (Gumbinnen). Sie gehört zur Propstei Kaliningrad (Königsberg) der Evangelisch-lutherischen Kirche Europäisches Russland.